# Paulette del Baye
Paulette del Baye, née Catalina Francisca Paulina Batalla ou Paulina Batalla y Battala le 18 juin 1876 à La Havane et morte le 23 mai 1945 à Harrow, est une actrice de théâtre, du cinéma muet, chanteuse, danseuse, artiste de vaudeville et demi-mondaine française.

## Biographie

### Vie personnelle
Catalina Francisca Paulina Batalla naît en 1876 à La Havane, fille de Jean Battala et d'Émilie Lachaume. En 1893, sous le nom de Paula Lachaume Battala, elle épouse à Canterbury un certain Michel Kiriloff,,. En 1897, désormais établie à Paris, 11, rue La Boétie, elle accouche, sous l’identité Pauline Bataille, d'un fils naturel, prénommé Louis Émile Albert. Son second fils, Serge Lucien André, né deux ans plus tard, est déclaré comme le fils de Michel Kiriloff. En 1904, les époux divorcent et les enfants sont confiés à leur mère, qui est appelée, lors du jugement, Paula Battala y Lachaume.
Devenue actrice, elle vend ses charmes et a de nombreux amants, dont l'un, le vicomte Beugnot, serait dit-on le père de son fils aîné. En 1908, elle rencontre le duc de Montpensier, qui la présente comme son « épouse morganatique » et l'entretient.
L'année suivante, elle est l'une des « belles actrices » impliquées dans un complot visant à restaurer la monarchie française, « mais en ces temps d'automobiles et de yachts rapides », explique un rapport, « il est extrêmement difficile de suivre l'exemple de la jeune et charmante Mlle del Baye ».
En 1911, elle fait rectifier, par un jugement du tribunal de la Seine, l'acte de naissance de son fils aîné sur plusieurs points: son âge — noté 23 ans en 1897 — est modifié en 21 ans ; son fils est déclaré issu de son mariage avec Michel Kiriloff ; son identité, Catalina Francisca Paulina Batalla y Battala, est rétablie. Elle fait également corriger son patronyme sur le jugement de divorce.
Pendant la guerre, elle apparaît sous différents titres et noms, comtesse de Brioude, comtesse de Bernis, Paulette Debaye ou Delbaye. Le duc de Montpensier lui aurait acheté l'hôtel Continental de Saïgon, ainsi qu'un château en Anjou. Elle le quitte, ruiné, en 1915, puis réapparaît en Angleterre où elle se remarie.
En 1940, lors du recensement des Britanniques, vivant en France, elle réapparaît, sous le nom de Mrs Prinsep, à Voutezac en Corrèze.

### Carrière
En 1904, elle apparaît sous le pseudonyme de Paulette del Baye dans la revue du Moulin-Rouge, La Commère au bois. Selon une critique de la revue, « Paulette del Baye est une comédienne fine, une chanteuse spirituelle, une danseuse exquise, qui fait de véritables tours de force d'art en souriant ». En 1906, elle créé le rôle de Zézé dans Vous n'avez rien a déclarer ? au théâtre des Nouveautés et apparaît dans Les Plaques de l'année.
Dix ans plus tard, à Londres, on la voit dans More (1916), Arlette (en) (1917) et The Passing Show of 1918 (en) (1918). En 1917, un opéra comique nommé Paulette del Baye, est basé sur sa vie.
Elle apparaît au générique de quatre films muets de 1921 : Greatheart, Frailty (en), The Fruitful Vine (en) et The Woman with the Fan (en). Elle a également joué dans l'aventure de Sherlock Holmes, The Man with the Twisted Lip.

## Sources
- Dossier de Catherine Batalla y Batalla. Intérieur ; Direction de la Sûreté générale. Fichier central : dossiers du coffre dit fonds Panthéon, 1908-1915, Archives nationales (cote F/7/15930/2)